# Tord Filipsson
Tord Ingemar Filipsson (Floda, 7 mei 1950) is een voormalig Zweeds wielrenner. Filipsson behaalde verscheidene nationale titels in de disciplines individueel tijdrijden en ploegentijdrijden. Hij nam deel aan de Olympische Spelen van 1976 in Montreal en eindigde daar op de zevende plaats op de 100 kilometer ploegentijdrit, samen met Tommy Prim, Bernt Johansson en Sven-Åke Nilsson. Filipsson is de broer van schaatsster Sylvia Filipsson, die Zweden driemaal vertegenwoordigde bij de Olympische Winterspelen (1972, 1976 en 1980).

## Belangrijkste overwinningen
1968
- Zweeds kampioenschap individuele tijdrit op de weg, junioren
- Zweeds kampioenschap ploegentijdrit op de weg, junioren (met Gunnar Bjerkesjö en Conny Johansson)

1970
- Zweeds kampioenschap ploegentijdrit op de weg (met Hardy Jörgenssen en Thomas Thomasson)

1971
- 11e etappe Milk Race, Groot-Brittannië

1972
- 12e etappe Milk Race, Groot-Brittannië
- Zweeds kampioenschap individuele tijdrit op de weg, ploegenklassement (met Hans-Uno Engström en Hardy Jörgenssen)
- Zweeds kampioenschap ploegentijdrit op de weg, (met Hardy Jörgenssen en Sören Linzie)
- Nordisk Mesterskab, ploegentrijdrit, amateurs, Finland (met Lennart Fagerlund, Leif Hansson en Sven-Åke Nilsson)

1973
- Nordisk Mesterskab, ploegentrijdrit, amateurs, Denemarken (met  Leif Hansson, Bernt Johansson en Sven-Åke Nilsson)

1974
- Zweeds kampioenschap individuele tijdrit op de weg
- Wereldkampioenschap ploegentijdrit op de weg, amateurs (met Lennart Fagerlund, Bernt Johansson en Sven-Åke Nilsson)
- Nordisk Mesterskab, ploegentijdrit (met Lennart Fagerlund, Leif Hansson en Sven-Åke Nilsson)

1975
- 1e etappe en 6e etappe, deel B Ronde van Zweden ("Sexdagars")
- Eindklassement Ronde van Zweden ("Sexdagars")
- Zweeds kampioenschap individuele tijdrit op de weg
- Nordisk Mesterskab, ploegentrijdrit, amateurs, Finland (met Lennart Fagerlund, Bernt Johansson en Tommy Prim)

1976
- Zweeds kampioenschap individuele tijdrit op de weg
- Nordisk Mesterskab, ploegentrijdrit, amateurs, Zweden (met  Bernt Johansson, Sven-Åke Nilsson en Tommy Prim)

1977
- Zweeds kampioenschap individuele tijdrit op de weg
- Nordisk Mesterskab, ploegentrijdrit, amateurs, Denemarken (met  Lennert Fagerlund, Claes Göransson en Alf Sergsäll)